# Мёльнлюкке
Мёльнлюкке (швед. Mölnlycke) — город на юго-западе Швеции в лене Вестра-Гёталанд, административный центр коммуны Херрюда (небольшая часть города относится к коммуне Мёльндаль). По состоянию на 2008 год население составляло 15 289 человек.

## Географическое положение
Мёльнлюкке лежит в 10 км к востоку от Гётеборга, и большинство жителей города регулярно ездят в Гётеборг. Большинство зданий составляют виллы, таун-хаусы и особняки. Несмотря на высокую плотность населения, в Мёльнлюкке много зелёных зон, в том числе природный заповедник Родашён и парк отдыха Финншён. Через центр города протекает Мёльндальсон — река, берущая начало в озере Ландветтершён и впадающая в озеро Родашён.

## Культура

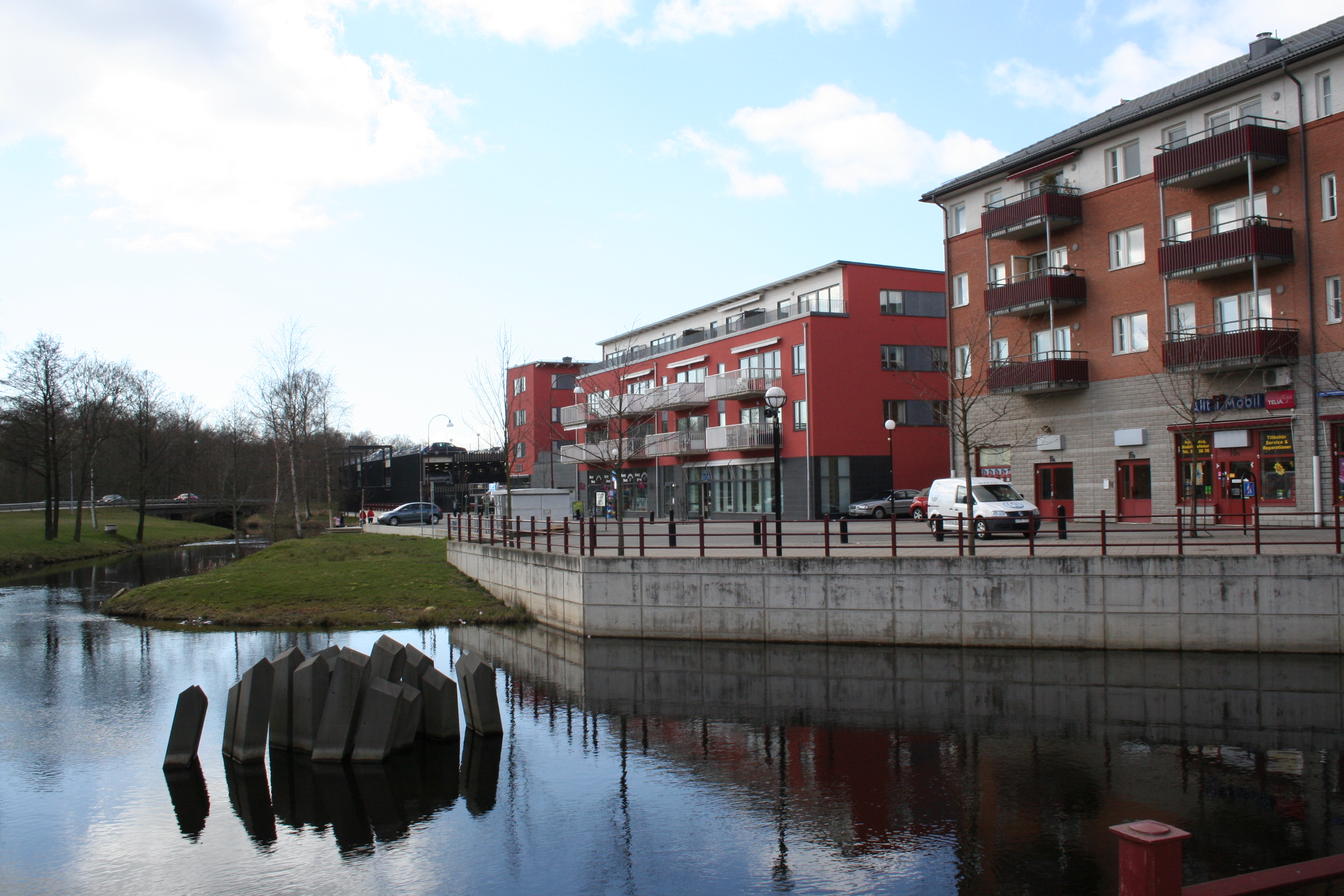
Мёльнлюкке

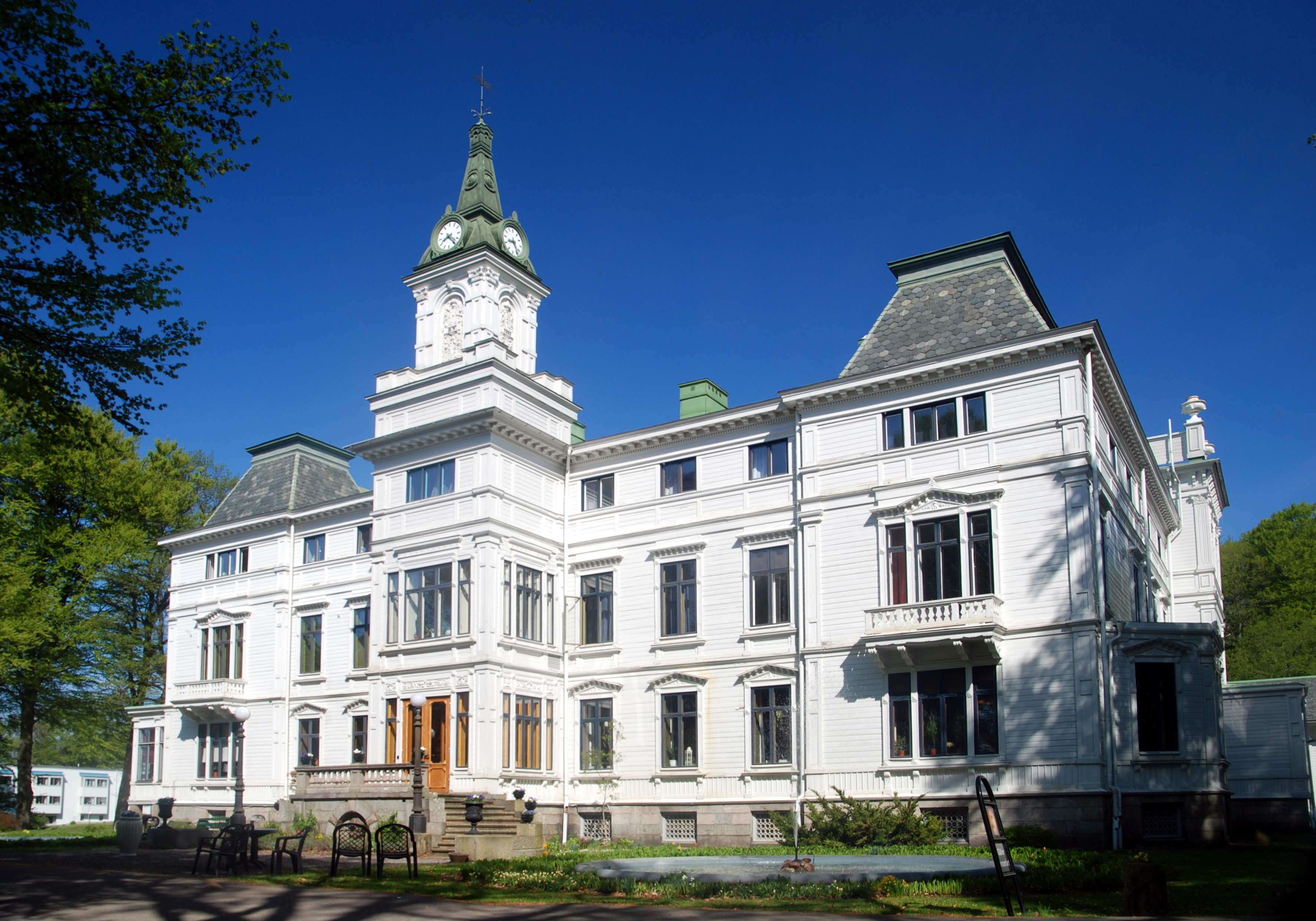
Вендельсберг колледж

С 1990 года Мёльнлюкке является культурным центром, в котором проводятся концерты, театральные выступления и кинопоказы. В театре Вендель и театральной школе при колледже Вендель собственными силами студентов проводятся театральные постановки.
Местные музыкальные коллективы представлены струнным оркестром и биг-бэндом Мёльнлюкке, а также ансамблями, которые активно выступают на протяжений десятков лет.
Некоторыми известными личностями культуры из Мёльнлюкке являются Ингвар Олдсберг, Маттиас Эклунд, Мартин Багге, Каролина Веннергрен и Ральф Юлленхаммар.
К памятникам культуры и истории в Мёльнлюкке относятся церковь Råda kyrka, усадьба Råda и Långenäs.

## Спорт
Среди всех видов спорта в Мёльнлюкке больше популярен футбол, недавно открытые спортивные клубы (спортивное ориентирование, футбол, гимнастика и т.д.), ассоциация спортивной гимнастики, бадминтон и хоккей. В колледже Вендель проводится ежегодный турнир по голболу среди инвалидов.

## Промышленность
В Мёльнлюкке находятся главный офис, производственные и учебные помещения компании Atlet AB.